# Sala d'Ercole (Bologna)

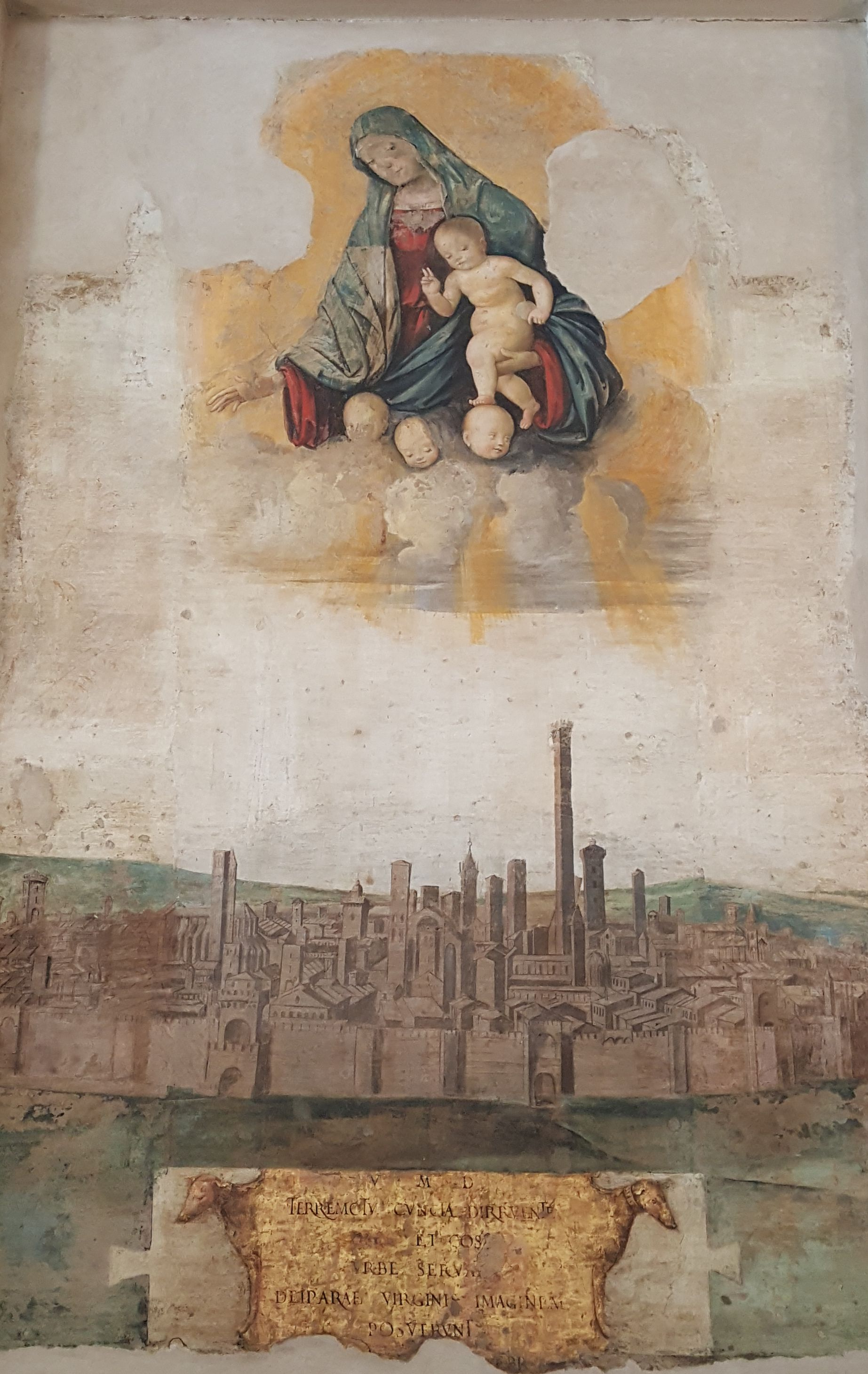
Francesco Francia, Madonna del terremoto, (1505). Affresco conservato in Sala d'Ercole a Palazzo d'Accursio, Bologna.

La Sala d'Ercole è stata edificata nella parte più antica di Palazzo d'Accursio nel quarto decennio del XV secolo, insieme alla soprastante Sala Farnese. Prende il nome dalla statua di Alfonso Lombardi, l'Ercole vittorioso con l'idra ai suoi piedi, (1519), collocata su un piedistallo in fondo alla sala.

## Descrizione

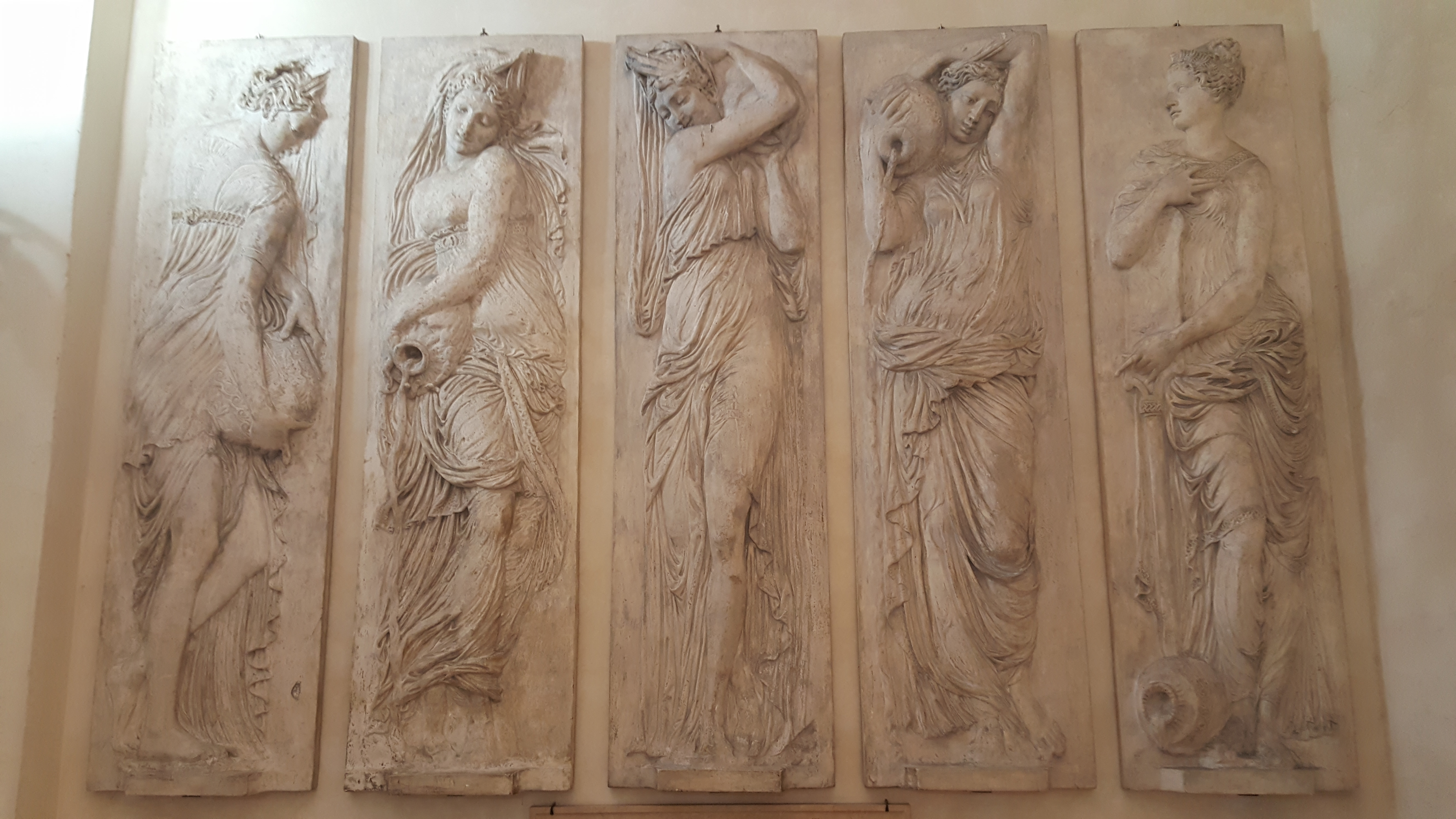
Calchi di ninfe tratti dai bassorilievi della Fontana degli Innocenti a Parigi, opera di Jean Goujon.

All'ingresso della Sala, a destra, si trovano i calchi dei bassorilievi della Fontaine des Innocents (Parigi) opera di Jean Goujon, scultore attivo a Bologna nella seconda metà del XVI secolo, donati al comune di Bologna dallo Stato francese negli anni '30 del XX secolo.
Procedendo all'interno della sala lungo la parete destra si trova l'affresco della Madonna del Terremoto, dipinto da Francesco Francia nel 1505, ex voto commissionato dal Senato bolognese durante lo sciame sismico che si stava abbattendo sulla città.
Dipinta su una parete dell'adiacente Cappella degli Anziani, nel Novecento è stata trasportata in sala d'Ercole.
Leandro Alberti racconta così l'evento nel Tomo I delle Historie di Bologna:
(Leandro Alberti, Historie di Bologna)
Lungo la parete opposta sono collocati due busti raffiguranti i due sindaci di Bologna Francesco Zanardi e Giuseppe Dozza scolpiti dal bolognese Luciano Minguzzi.